# Eucalyptus tetrodonta
Eucalyptus tetrodonta ist eine Pflanzenart innerhalb der Familie der Myrtengewächse (Myrtaceae). Sie kommt an der gesamten Nordküste Australiens vor und wird dort „Stringybark“ oder „Darwin Stringybark“ genannt.

## Beschreibung

### Erscheinungsbild und Blatt
Eucalyptus tetrodonta wächst als Baum, der Wuchshöhen von 9 bis 18 Meter oder auch bis 25 Meter und Brusthöhendurchmesser (DHL) von etwa 0,6 Meter erreicht. Die graue Borke verbleibt am gesamten Baum, ist fasrig und schält sich in kurzen Streifen oder kleinen, mehreckigen Flicken. Öldrüsen gibt es sowohl in der Borke als auch im Mark.
Bei Eucalyptus tetrodonta liegt Heterophyllie vor. Die Laubblätter sind erst an erwachsenen Exemplaren in Blattstiel und Blattspreite gegliedert, davor sitzend. An Sämlingen ist die und auf Ober- und Unterseite gleichfarmig matt grau-grüne Blattspreite bei einer Länge von 6 bis 17 cm und einer Breite von 1,5 bis 3,5 cm lanzettlich. An jungen Exemplaren ist die Blattspreite bei einer Länge von 15 bis 30 cm und einer Breite von 3,5 bis 10 cm breit-lanzettlich bis eiförmig. An mittelalten Exemplaren ist die matt grau-grüne Blattspreite bei einer Länge von 14,5 bis 32 cm und einer Breite von 2,8 bis 6,5 cm breit lanzettlich bis lanzettlich, gerade und ganzrandig. An erwachsenen Exemplaren gegenständig bis fast gegenständig. Ihre Blattstiele sind schmal abgeflacht oder kanalförmig. Ihre auf Ober- und Unterseite gleichfarbig matt grau-grünen Blattspreiten sind bei einer Länge von 11 bis 19 cm und einer Breite von 1,4 bis 3,0 cm schmal-lanzettlich oder lanzettlich, relativ dick, verjüngen sich zur Spreitenbasis hin, besitzen ein zugespitztes oberes Ende und können gerade oder sichelförmig gebogen sein. Die erhabenen Seitennerven gehen in einem stumpfen Winkel vom Mittelnerv ab. Die Keimblätter (Kotyledone) sind nierenförmig.

### Blütenstand und Blüte
Seitenständig an einem bei einer Länge von 4 bis 14 mm und einer Breite von bis zu 3 mm im Querschnitt stielrunden, schmal abgeflachten oder kantigen Blütenstandsschaft stehen in einem einfachen Blütenstand nur etwa drei Blüten. Die nicht blaugrün bemehlten oder bereiften Blütenstiele sind bei einer Länge von 1 bis 7 mm kantig, der der mittleren Knospe auffällig abgeflacht. Die Blütenknospen sind bei einer Länge von 8 bis 25 mm und einem Durchmesser von 6 bis 12 mm verkehrt-eiförmig oder birnenförmig. Die Kelchblätter sind auf vier Zähne auf dem Blütenbecher (Hypanthium) reduziert. Die glatte oder runzelige Calyptra ist halbkugelig, so lang wie der glatte Blütenbecher und breiter als dieser. Die Blüten sind cremeweiß. Die Blütezeit in Western Australia ist Juni bis September.

### Frucht und Samen
Die manchmal gestielte Frucht ist bei einer Länge von 13 bis 22 mm und einem Durchmesser von 10 bis 14 mm zylindrisch oder glockenförmig. Der Diskus ist eingedrückt, die Fruchtfächer sind eingeschlossen oder auf der Höhe des Randes.
Die sehr unregelmäßig geformten Samen sind pyramidenförmig, in der Mitte gerippt und grau-schwarz. Das Hilum befindet sich in der Mitte.

## Vorkommen
Das natürliche Verbreitungsgebiet von Eucalyptus tetrodonta liegt im Norden Australiens, nördlich des 15. Breitengrades. In Western Australia tritt Eucalyptus tetrodonta in den selbständigen Verwaltungsbezirken Derbv-West Kimberley, Halls Creek und Wyndham-East Kimberley  in der Region Kimberley auf. Im Northern Territory findet man Eucalyptus tetrodonta im nördlichen Landesdrittel und in Queensland an der Nordküste und auf der Kap-York-Halbinsel.
Eucalyptus tetrodonta gedeiht vorwiegend in Ebenen und auf Plateaus auf sandigen Böden über Sandstein, Laterit oder Quarzit.

## Taxonomie
Die Erstbeschreibung von Eucalyptus tetrodonta erfolgte 1859 durch Ferdinand von Mueller unter dem Titel Monograph of the Eucalypti of tropical Australia in Journal of the Proceedings of the Linnean Society, Botany, Volume 3, S. 97. Das Typusmaterial weist die Beschriftung „In plagis elevatis nemorosis minus fertilibus terrae Arnheim’s Land passim. Anth. Aug., Sept.“ auf. Das Artepitheton tetrodonta ist aus den griechischen Wörtern tetra für vier und odontos für Zahn zusammengesetzt und bezieht sich auf die Form der Calyptra.

## Nutzung
Das Kernholz von Eucalyptus tetrodonta ist blass rotbraun, ziemlich hart und mäßig strapazierfähig und besitzt ein spezifisches Gewicht von 1040 bis 1150 kg/m³. Das Holz neigt zu Termitenbefall und dient zur Herstellung von Pfählen und zum Hausbau. Die Aborigines schnitzen daraus Didgeridoos.